# Klara Nahrstedt
Klara Nahrstedt – niemiecka informatyczka.

## Życiorys
W 1895 roku ukończyła studia na Uniwersytecie Humboldtów w Berlinie, a w 1995 roku obroniła doktorat na Uniwersytecie Pensylwanii. Została profesorem zwyczajnym na Uniwersytecie Illinois w Urbanie i Champaign. Od 2000 do 2006 roku była redaktorką naczelną jednego z czasopism naukowych.
W marcu 2014 roku została członkinią Niemieckiej Akademii Przyrodników Leopoldina.

## Nagrody[1]
- Humboldt Research Award
- IEEE Communication Society Leonard Abraham Award
- Junior Xerox Award
- NSF Career Award